# Kellan Grady
Kellan Grady (Boston, 11 settembre 1997) è un cestista statunitense.